# Kogoro Mouri
 (mai 2024).
Cette page contient des caractères spéciaux ou non latins. S’ils s’affichent mal (▯, ?, etc.), consultez la page d’aide Unicode.
Kogoro Mouri est un personnage du manga et anime Détective Conan.
- Voix japonaise : Akira Kamiya (Épisode 1 à 553) - Rikiya Koyama (Épisode 553 à Aujourd'hui)
- Voix françaises : Emmanuel Liénart (série), Gérard Malabat et Franck Fischer (films)

Kogoro Mouri (Kogoro Mori (毛利 小五郎, Mōri Kogorō)) est le père de Ran, ancien policier reconverti en détective privé, incompétent au possible. Jusqu'à ce que Conan Edogawa arrive, il passait surtout son temps à boire et sortir jouer au mah-jong, ne relevant ni ne résolvant aucune enquête, à la suite notamment de sa séparation d'avec son épouse Eri, avocate de renom. Par la suite, Conan, débarquant chez lui, l'anesthésie avec ses fléchettes hypodermiques pour résoudre les enquêtes à sa place, faisant de lui le célèbre "Kogoro l'Endormi". Kogoro a depuis repris confiance et il lui arrive parfois de résoudre les enquêtes par lui-même, ayant même repris contact avec sa femme. Malgré ses airs mesquins et stupides, Kogoro s'inquiète beaucoup pour sa fille, qui vit avec lui, et pour Conan. Il est aussi très doué au judo et au tir, et ne fait que rarement preuve de crainte face au danger. C'est un vieil ami de l'inspecteur Megure, qu'il revoit régulièrement lors d'enquêtes criminelles ; celui-ci l'a d'ailleurs surnommé "shinigami" ("le dieu de la mort" en japonais) ou encore "le détective maudit", même s'il se demande si Conan n'a pas quelque chose à voir avec ça (ce que pense aussi parfois Kogoro).
Kogoro déteste aussi cordialement Shinichi Kudo, dont il estime qu'il lui vole la vedette. C'est aussi un grand admirateur de la popstar Yoko Okino, qui lui demande souvent de résoudre une enquête. En vérité, Kogoro n'est pas un "détective incapable" : simplement, il lui manque encore quelques connexions logiques pour résoudre les énigmes ; ce qui semble changer depuis que Conan est arrivé.

## Personnage
Kogoro Mouri a 38 ans. Il est un détective privé très médiocre. Il a été membre de la police, mais il en est sorti.
Puisque Conan ne peut pas résoudre officiellement les affaires, il endort Kogoro avec ses aiguilles soporifiques et prend la parole avec un nœud papillon modificateur de voix. Kogoro devient populaire, au point que même la police et ses anciens camarades arrêtent de le considérer comme un perdant et gagne le surnom de "Kogorō l'endormi".
Il a un grand talent au Judo, il avait fait partie d'un club de judo à l'université mais étant incapable de se contrôler lors des compétitions, il n'a jamais gagné un combat officiel bien qu'étant réputé le meilleur judoka de son équipe. Kogoro a aussi un grand talent au tir comme l'indique l'Inspecteur Jūzō Megure dans le deuxième film.
Avant le début de la série, Kogoro a été marié avec l'avocate Eri Kisaki, plus jeune que lui d'un an. Les deux protagonistes sont séparés, mais pas officiellement divorcés. Ils s'aiment encore mais n'osent pas se l'avouer (ils font semblant de se détester malgré les efforts de Ran pour les réunir tous les deux à la maison). Eri et Kogoro étaient des amis d'enfance.
Il est un grand fan de la chanteuse Yoko Okino.
Il arrive que Kogoro Mouri se questionne sur la véritable identité de Conan. Dans le tome 2, il dit : « ton visage me dit quelque chose... » avant de développer : « Ran était à l'école primaire et avait... ».

### Personnalité
Kogoro est bon et honnête avec un sens aigu de la justice. Il est cependant maladroit et trop confiant. Ses passe-temps favoris sont le jeu (y compris les courses de chevaux et de mah-jong).
Kogoro est un « coureur de jupons » qui aime boire et fumer. Lors de ses temps libres, il regarde les courses de chevaux ou Yoko Okino à la télévision.

### Capacité
Pendant la majeure partie de la série, Kogoro est un détective assez incompétent qui ignore des indices évidents et arrive à des conclusions erronées.
Il y a cependant des moments où Kogoro est en mesure de résoudre des affaires criminelles sans (ou peu) l'aide de Conan, surtout quand les gens qu'il connaît sont impliqués. Le premier de ces événements a lieu lors d'un voyage à une source d'eau chaude, où l'un de ses anciens amis de l'université est assassiné. Kogoro est en fait tellement troublé et déterminé à trouver l'assassin de son propre chef que Conan ne peut pas se résoudre à l'endormir, il se limite donc à donner des indices.

## Origine du nom
"Kogoro" vient de "Kogoro Akechi", le détective créé par Edogawa Rampo, tandis que Mouri vient de Maurice Leblanc.
| Langue                      | Prénom            | Nom de famille |
| --------------------------- | ----------------- | -------------- |
| Japonais                    | 小五郎 Kogorō     | 毛利 Mōri      |
| Anglais                     | Richard           | Moore          |
| Catalan                     | Kogoro            | Mouri          |
| Français                    | Kogoro            | Mouri          |
| Manga italienne             | Kogoro            | Mouri          |
| Anime italienne             | Goro              | Mouri          |
| Espagnol                    | Kogoro            | Mouri          |
| Espagnol en Amérique latine | Carlos            | Guzmán         |
| Suédois                     | Kogoro            | Mori           |
| Allemand                    | Kogoro            | Mouri          |
| Malais                      | Kogoro            | Mouri          |
| Vietnamien                  | Kogoro            | Mori           |
| Arabe                       | طوغو Togo         | موري Mori      |
| Coréen                      | 명한 Myunghan     | 유 Yoo         |
| Chinois                     | 小五郎 Xiaowulang | 毛利 Maoli     |
| Thaïlande                   | โค โก โร่ khokorò  | ม ริ Mori       |
| Finlandais                  | Kogoro            | Mori           |
| Russe                       | Когоро            | Мори           |

## Évolution du personnage

### Tomes 1-7: Du détective irrécupérable à l'enquêteur de renom
Dès sa première apparition, Kogoro Mouri fait figure d'antihéros et de grand incapable de la série : stupide, obnubilé par l'alcool et les femmes, désordonné, emporté... Conan se rend bien compte que c'est Ran qui fait tout dans la maison, et comprend que Kogoro se comporte comme ça depuis le départ de son ex-femme, Eri. Malgré tout, Conan doit composer avec "Mouri l'Endormi" et faire de lui une star à ses dépens. Ainsi, petit à petit, Kogoro acquiert une petite notoriété au fil des affaires élucidées. Au point d'être sollicité, au volume 7, par une lettre anonyme d'un tueur en série l'invitant à l'arrêter, sur l'île éloignée de Tsukikage, prouvant que la notoriété du limier a dépassé les simples frontières de Tokyo.

### Tomes 7-11: La célébrité nationale
Depuis cette incroyable affaire de l'île de Tsukikage, puis après la résolution d'une autre affaire de meurtre (celle fameuse du "Baron Noir" au volume 8), Kogoro devient la coqueluche des pointures de la jet-set de Tokyo, qui demandent tous les services de l'Endormi. C'est ainsi qu'invité à une réception de la famille Yotsui (volume 9), Kogoro doit faire face à de nouveaux meurtres en série commis entre jeunes magnats. Chez les Tsujimura (volume 10), Kogoro doit d'abord enquêter sur la jeune bru de la femme du célèbre diplomate Isao Tsujimura, puis sur le meurtre de celui-ci.
Au volume 9, Kogoro, pour la première fois de la série, résout seul - presque seul - une affaire de meurtre dont la victime était son amie d'enfance et le meurtrier l'un de ses autres collègues de lycée. En effet, Kogoro avait refusé expressément de se faire aider par quiconque lors de l'affaire, et Conan avait respecté ce choix, tout en donnant quelques indices çà et là à son oncle d’adoption de manière subtile. Prouvant ainsi qu'il a de la ressource, Kogoro finit par résoudre l'enquête sans Conan et met même hors d'état de nuire le criminel.
Au volume 11, Kogoro, invité par la chaîne Nichiuri TV pour une émission - montrant donc qu'il a acquis une grande célébrité -, doit résoudre une affaire de meurtre commise au sein des studios. Cette fois, c'est Conan qui l'élucidera, toujours avec ses fléchettes soporifiques, mais par inadvertance, il oublie qu'une caméra filme la révélation, et le show de déduction de Kogoro est ainsi retransmis en direct dans tout le pays, faisant accéder le détective à une notoriété désormais nationale et inégalée.
C'est après cette affaire que se manifeste Eri Kisaki, l'ex-femme de Kogoro, qui, ayant assisté au show de déduction de son ancien mari (ce qui a dû beaucoup la surprendre), tenait à revoir sa fille en secret dans un café pour en savoir plus. Conan fera donc la "rencontre" de cette femme qu'il connaissait déjà, mais en grandissant il avait oublié son visage. Depuis lors, Ran va tout faire pour remettre ses parents ensemble, convaincue que tout n'est pas perdu, et le manga sera rythmé des rencontres mouvementées plus ou moins fortuites entre Kogoro et Eri.

### Tomes 11-17: Kogoro et Eri (1)
Depuis son accès à la célébrité, les affaires et les invitations se succèdent pour Kogoro. Contrairement à sa fille, il ne semble pas se douter le moins du monde de qui est véritablement Conan. Tout au plus trouve-t-il gênant plutôt que bizarre les différentes interventions de Conan lors des affaires criminelles.
C'est seulement lors du tome 17 que Ran met son plan à exécution concernant ses parents : elle les réunit tous deux en secret à la plage, mais est très vite déçue du comportement de son père, qui se met à séduire les jeunes femmes de l'hôtel, et qui passe son temps à critiquer son ex-femme. Finalement, après l'affaire criminelle qui avait ponctué la rencontre, Eri décide de repartir sans dire au revoir, en demandant à Ran de ne plus se mêler de sa vie privée. Mais il semble qu'elle ait tout de même remis son alliance au doigt, ayant constaté que Kogoro manque réellement de sa présence.
Dans le Film 2, il est révélé que Kogoro et Eri ne se sont pas séparés parce qu'Eri ne savait pas cuisiner, mais parce qu'après maintes et maintes disputes, c'est Kogoro qui avait choisi la séparation après avoir été contraint de tirer sur son épouse sans la prévenir lors d'une prise d'otages, pour la libérer de son agresseur. Toutefois, Eri n'avait pas tenu rigueur à son mari de cet acte.

### Tomes 17-27: Kogoro et Eri (2)
La renommée de Kogoro commence à dépasser les frontières de Tokyo, et partout où il va, même hors de la grande capitale, il est reconnu.
Les relations entre Ran et son père semblent s'améliorer à vue d’œil depuis la rencontre entre Eri et Kogoro, et ce dernier semble désormais vivre dans un cadre beaucoup plus sain et sérieux qu'avant. L'affaire Araide et aussi celle de l'hospitalisation de Conan, qui voit Ran dans tous ses états, suscite également davantage d'intérêt de la part du père pour sa fille.
Lors du tome 27, Kogoro et Eri se revoient à nouveau dans un hôtel de plage, mais cette fois par pur hasard : Eri venait passer quelques jours avec ses collègues pour travailler sur une affaire, tandis que la famille Mouri prenait des vacances après les remous du tome précédent. Ran essaie subtilement d'en profiter, rappelant à sa mère que Kogoro a de nouveau remis son alliance. Un repas est alors organisé, mais Kogoro, ivre, commence à séduire l'une des collègues d'Eri, Ritsuko, tandis qu'Eri, furieuse, se rapproche de Saku, son collègue, qui semble aussi la séduire. Finalement, Kogoro, qui a été endormi dans la chambre de Ritsuko par cette dernière, pour qu'il soit faussement accusé d'adultère et de viol, et qu'Eri voit ainsi sa carrière maculée d'une sale affaire, se retrouve accusé du meurtre de Ritsuko. Il risque alors la peine de mort, et Eri décide contre toute attente de tout faire pour l'innocenter, avec l'aide de Conan notamment. Finalement, le coupable était Saku, et Kogoro est donc disculpé. Kogoro vient ensuite sur la plage révéler à Eri qu'elle lui manque et qu'il veut la réconciliation, mais Eri n'avait pas entendu à cause du baladeur de Ran sur ses oreilles. Kogoro, vexé, la critique une fois de plus, malgré le cadeau qu'elle lui a fait (une cravate), et Eri part une fois de plus en coup de vent, écoutant en secret la confession de Kogoro qu'elle avait en fait enregistrée avec le baladeur, jugeant qu'il n'est pas encore vraiment prêt à la réconciliation.
Dans le tome 24, Eri semble ne pas oublier Kogoro puisqu'elle lui tricote un pull fait main pour l'hiver.

### Tomes 27-48: Kogoro devient sérieux
Au fur et à mesure de la série, Kogoro devient un personnage de première importance, et non plus un simple faire-valoir comme il l'était d'une certaine manière au début du manga. Intégré par le groupe de détectives dans l'affaire sordide du Manoir du Crépuscule (volume 30), plutôt actif et intelligent lors de l'affaire de la Saint-Valentin (volume 33), etc. Au volume 37 même, une nouvelle fois, il décide de résoudre l'enquête seul, et parvient cette fois à trouver le coupable sans l'aide de personne. Sa motivation en était que l'une des suspectes était Ruri Ujo, une amie d'enfance toujours amoureuse de lui et avec qui Kogoro hésitait à se remarier (avant finalement de refuser et de rester fidèle à Eri). Kogoro découvre donc, à la grande surprise de Conan, que Ruri couvre le coupable d'un meurtre, qui est en fait son père, trouvant même les preuves cachées, et la faisant avouer à sa manière, se refusant à taire la vérité malgré son amour pour elle.
Ses liens avec Eri se renforcent au point qu'elle décide de le remplacer au pied levé pour enquêter sur un meurtre dans une villa, mais elle finit par garder presque tout l'argent de la commission pour elle lorsqu'elle surprend Kogoro en train de rêver de Yukiko Kudo, sa rivale (volumes 40-41).
Alors que, jusque-là, Kogoro n'avait eu absolument aucun lien avec l'Organisation, il est soudainement l'objet d'un intense intérêt de la part d'un mystérieux inconnu qui dérobe les dossiers de ses affaires à la préfecture de police pour en savoir plus sur lui (volume 33). Il est également traqué par un énigmatique stalker que Ran et Conan ont déjà vu (volume 32-33), et il a été photographié à plusieurs reprises par Jodie Starling, le professeur d'anglais de Ran (volume 34). Tout cela culmine par une étrange invitation que reçoit Kogoro à se rendre à une soirée déguisée d'Halloween à bord d'un navire (volume 42), une invitation signée « Vermouth ». Conan se rend compte que l’Organisation lui tend peut-être un piège, mais Kogoro se rend quand même à la fête. Shinichi a aussi reçu une invitation au nom de Conan, et il semble s'y rendre également. Une autre femme déguisée en Méduse est également de la partie. Finalement, Kogoro fréquente sans s'en rendre compte la même fête que Vodka, déguisé en zombie, aux côtés de Heiji et de Yukiko. Conan de son côté, ne s'est en fait pas retrouvé dans sa forme adulte, et a affronté Vermouth pour sauver Ai. Vermouth, déguisée en Tomoharu Araide, s'intéressait à Kogoro à la fois pour en savoir plus sur celui qu'elle personnifiait (Kogoro avait résolu l'affaire Araide) et aussi pour se rapprocher de Conan, dont elle sait qu'il est Shinichi et qu'ils se sert de Kogoro. Quant au mystérieux inconnu qui traquait Kogoro et à Jodie Starling, ils sont tous deux du FBI et cherchaient à protéger les Mouri de Vermouth. Kogoro, qui, comme d'habitude, n'est pas au courant de l'existence de l'Organisation, considère que la fête d'Halloween ne fut qu'une simple invitation à la résolution d'un crime.

### Tomes 48-75: Kogoro dans le viseur de l'Organisation (1)
Cependant, les choses changent au volume 48 : alors que Conan avait collé un émetteur-radio sous la chaussure de Kir, l'un des membres de l'Organisation, et que celui-ci est découvert par Gin, ce dernier se met à penser que le célèbre détective pourrait être celui qui espionne l'Organisation et qui cache Sherry (Ai). D'autant que Kogoro avait rencontré Kir (Rena Mizunashi) récemment et l'avait aidé dans une affaire. L'Organisation décide donc d'abattre Kogoro à l'aide de snipers, mais Conan intervient à temps en faisant comprendre à sa manière aux tueurs que Kogoro n'écoute pas l'Organisation...mais les courses de chevaux. Finalement, Shuichi Akai les prend en chasse et ils décident de laisser tomber...pour le moment.
Kogoro continue donc d'augmenter sa popularité grâce à Conan, tout en apprenant de plus en plus de ses erreurs et en faisant des déductions de plus en plus sensées, malgré quelques absurdités comiques récurrentes chez lui. Par exemple, grâce au chat d'Eri, Goro, il résout facilement une simplissime affaire de textos (volume 51).
Il est un temps approché par Eisuke Hondo, qui cherche sa sœur Hidemi (Kir, une espionne de la CIA en réalité, volumes 49 à 57).
Dans sa relation avec Eri, il y a une nette évolution puisque la coupable d'une affaire de meurtre qui s'était servie d'Eri pour son alibi (volume 59) révèle, lors de son arrestation, que l'avocate s'était faite belle à son salon d’esthétique pour son ex-mari qu'elle aime encore. Elle révèle aussi qu'Eri a tout fait pour aider Kogoro dans l'enquête. Ce dernier tient compte de l'information, sans trop y réagir, malgré les quelques disputes habituelles. Kogoro lui rend la pareille lors d'une affaire (volume 62) où une amie d'enfance d'Eri est accusée de meurtre : il laisse un faux message sur son répondeur pour faire croire qu'il est au mahjong alors qu'en fait il réfléchit avec ardeur à l'affaire pour la résoudre, et veut laisser à Eri un indice : le mari de son amie a laissé un faux message sur son répondeur pour mentir à son épouse, mais que l'amie le sait, faisant d'elle la meurtrière. Au volume 68, c'est l'occasion pour Kogoro de rendre une deuxième fois la pareille à Eri qui l'avait innocenté (volume 27) lors d'une affaire : en effet, Eri est accusée de meurtre car on a retrouvé un cadavre dans sa chambre fermée à clé. Conan aide Kogoro à résoudre l'enquête, et après l'affaire Kogoro offre enfin à Eri son collier, un jour après son anniversaire. Eri accepte tout de même et ne lui en tient pas rigueur, l'embrassant même. Mais le lendemain, Kogoro découvre qu'il s'est trompé : il lui a offert le chapelet funéraire du patron du café Poirot au lieu du collier en question...
La relation entre Kogoro et Eri est sur la bonne voie : le "Jour Blanc" leur permet de s'offrir mutuellement des chocolats (volume 69).
Toujours dans le volume 62, on voit aussi une nette évolution de l'attitude de Kogoro à l'égard de Conan (qu'il laisse un peu plus libre de faire ses déductions et qu'il écoute un peu plus) et de Shinichi (à qui il vient en aide lorsqu'il est accusé de meurtre). Il commence à avoir un peu plus de considération à l'égard de celui qui pourrait bien devenir un jour son gendre.
La notoriété de Kogoro ne baisse pas, puisqu'il est même directement démarché par des policiers de Nagano (volume 65-66) pour résoudre l'énigmatique affaire du "Mur rouge".
Au volume 67, Kogoro attire encore l'attention de Gin, puisqu'il se trouve dans le même centre commercial que celui où se trouve la cible qu'ils cherchent à atteindre.
Lors de la grande affaire à Londres, la renommée de Kogoro prend désormais une dimension internationale, d'autant qu'une de ses connaissances là-bas est proche de la monarchie britannique (volumes 71-72). Cette renommée ne lui attire pas que des amis : un tueur tente de se faire exploser dans son agence s'il ne résout pas le meurtre de sa sœur (volume 73-74), et un faux détective se fait passer pour son disciple (volume 75).

### Tomes 75-90: Le disciple de Kogoro
C'est aussi au volume 75 que Kogoro aura son tout premier disciple : Tooru Amuro, qu'il a rencontré lors d'une affaire. Celui-ci décide de travailler au Café Poirot d'à côté pour pouvoir payer lui-même ses frais de discipulat, condition imposée par Kogoro. Mais Amuro se révèle très vite beaucoup plus intelligent que son mentor, en témoigne l'affaire de la Nocturne des Détectives (volume 76). Il semblerait également que cet Amuro ait des liens avec la police. Dans le même temps, Masumi Sera, détective lycéenne nouvelle dans la classe de Ran, se rapproche de Kogoro, intéressée par ses enquêtes (volume 73). Kogoro fait également l'objet de l'intérêt de Subaru Okiya, l'étudiant qui vit chez Shinichi (volume 60). Un mystérieux inconnu déguisé en Shuichi Akai rôde également autour de l'agence (volume 74-78). Le volume 77 révèle qu'Amuro pirate l'ordinateur de Kogoro la nuit pour y voler des informations. C'est ainsi qu'il découvre la vidéo envoyée par Mitsuhiko à Kogoro pour qu'il essaie de trouver l'identité de la mystérieuse femme rousse qui les a sauvés d'un incendie (en fait Ai qui a retrouvé temporairement son apparence). Plus tard, lors de l'affaire du Mystery Train (volume 78), il est révélé que Masumi est la sœur de Shuichi Akai et qu'elle s'est rapprochée de Kogoro pour en savoir plus sur son frère, disparu. Subaru Okiya est Shuichi Akai déguisé, et il s'intéressait à Kogoro qui était surveillé de près par Amuro, qui n'est autre que Bourbon, détective émérite de l'Organisation qui enquêtait sur Kogoro car il est toujours soupçonné d'être en lien avec Sherry, et donc Shuichi Akai. Après qu'il révèle son identité à Sherry, il échoue à la tuer, et décide de poursuivre sa mission principale : vérifier si Akai est bien mort. Pour cela, il continue de travailler au Poirot, et se rapproche de Conan, dont il soupçonne l'intelligence incroyable. Il poursuit son discipulat auprès de Kogoro, et enquête toujours de son côté.
Les rapports entre Eri et Kogoro se "cordialisent" (volume 81). Il se rue même à l'hôpital sans crier gare en apprenant qu'Eri n'est pas en bonne forme, ce qui laisse à penser que l'amour entre les deux est toujours présent, de plus en plus (volume 84).

### Tomes 90-96: Kogoro dans le viseur de l'Organisation (2)
Dans le cadre de l'affaire "ASACA RUM" (volume 89-90), Conan s'intéresse à tout ce qui touche à ces deux sujets. C'est alors que Kogoro se voit participer à un duel de détectives entre lui et Gaito Hotta, le "Soul Detective", qui convoque les esprits des morts pour résoudre des énigmes. Une rencontre est organisée à l'hôtel via le producteur Sanpei Kokuri. Quand Conan apprend que le thème du duel sera l'Affaire Haneda, celle qui a vu le défunt Kohji Haneda laisser un message post-mortem accusant "ASACA RUM", il se précipite avec Kogoro pour en savoir plus. Dans le même temps, l'Organisation s'intéresse aussi à Hotta et Gin et Vodka sont envoyés en reconnaissance. Finalement, Hotta a été assassiné par Kokuri, mais il avait auparavant laissé entendre que le meurtrier de Kohji Haneda pouvait être une femme, vu que Asaka, le/la garde du corps ayant mystérieusement disparu après le meurtre, tenait un miroir dans sa main, d'après un proche qui le lui aurait raconté. Masumi et sa mère Mary s’intéressent également à l'affaire. Gin continue à penser qu'il n'est pas normal que Kogoro soit toujours présent dès que cela touche l'Organisation, et il décide qu'il faudra faire quelque chose pour y remédier, que sinon c'est un risque trop dangereux à prendre.
Du côté d'Amuro, l'enquête sur Akai a abouti à ce que Bourbon devine plus ou moins l'identité réelle de Subaru Okiya (volume 85-90), mais une autre affaire le rattrape : Rum lui ordonne d'enquêter sur Shinichi Kudo, déclaré mort sur les registres de l'Organisation, mais récemment filmé par des caméras de télévision à Kyoto (volume 95). Amuro hésite à livrer à l'Organisation un innocent, d'autant qu'il est en réalité un espion infiltré de la police secrète japonaise. Et il commence à soupçonner l'identité de Conan, tout comme Okiya et Masumi.
Plus tard, Kogoro, au volume 92, décide de prendre un second disciple : Kanenori Wakita, chef à sushis du restaurant à côté de l'agence, qui possède de brillants talents de détective. Cependant, Wakita, borgne, et récemment arrivé dans le quartier, attire la suspicion de Conan, qui cherche à démasquer Rum, le second de l'Organisation, borgne lui aussi. D'autant que Wakita s’intéresse beaucoup à l'affaire Kudo ainsi qu'à Rumi Wakasa.
La relation de Kogoro avec Eri évolue encore plus avant. Dans le volume 93, il sauve Eri de ses ravisseurs en escaladant seul à mains nues une gouttière de plusieurs étages, et mettant au tapis tous ses agresseurs. Il réaffirme ensuite qu'il est "le seul à pouvoir la voir nue", et, se donnant la main, ils vont ensemble au cinéma, tout en se disputant.
Dans le Film 22, Kogoro est emprisonné pour acte terroriste et Eri démontre son amour pour lui en faisant tout son possible pour le faire libérer, ce qui arrive. A ce moment, leurs rapports se sont plus que rapprochés.